# فرودگاه کینگستون
فرودگاه کینگستون (به انگلیسی: Kingston Airport (Nevada)) یک فرودگاه همگانی است که یک باند فرود شن و خاک دارد و طول باند آن ۱۱۲۸ متر است. این فرودگاه در شهر کینگستون، نوادا کشور ایالات متحده آمریکا قرار دارد و در ارتفاع ۱۸۱۳٫۶ متری از سطح دریا واقع شده است.